# Villiers-Charlemagne
Villiers-Charlemagne település Franciaországban, Mayenne megyében. Lakosainak száma 1080 fő (2022. január 1.). Villiers-Charlemagne Le Bignon-du-Maine, Entrammes, Fromentières, Houssay, Maisoncelles-du-Maine, Origné, Ruillé-Froid-Fonds és La Roche-Neuville községekkel határos.

## Népesség
A település népessége az elmúlt években az alábbi módon változott:
| Lakosok száma | 810  | 698  | 761  | 997  | 1086 | 1114 | 1122 | 1087 | 1083 | 1080 |
|               | 1968 | 1982 | 1990 | 2006 | 2013 | 2015 | 2017 | 2019 | 2020 | 2022 |